# Bayerische Volkspartei
Die Bayerische Volkspartei (BVP) war eine deutsche politische Partei in der Zeit der Weimarer Republik. Die BVP war in dieser Zeit bei allen fünf Wahlen zum Bayerischen Landtag die meistgewählte Partei und in allen Landesregierungen vertreten. Sie war außerdem durchgehend im Reichstag und ab 1922 durch mehrere Minister in der Reichsregierung vertreten. 

## Geschichte
Nachdem die bayerische Organisation des Zentrums bereits während des Kaiserreichs eine Sonderrolle gespielt hatte, gründeten führende Mitglieder des bayerischen Zentrums um Georg Heim im November 1918 in Regensburg die BVP als bayerische Partei des politischen Katholizismus. Ausschlaggebend war zum einen die Betonung des Föderalismus im Gegensatz zu dem unter Erzbergers Einfluss deutlich unitarischer eingestellten Zentrum, zum anderen die – auch in der Einschätzung der Novemberrevolution – deutlich konservativere Einstellung. Die BVP vertrat vor allem Interessen von Besitzbürgertum und Teilen der Industrie.
Die BVP war bei allen fünf bayerischen Landtagswahlen (Anfang 1919, Juni 1920, April/Mai 1924, Mai 1928 und April 1932) die meistgewählte Partei und in allen Landesregierungen vertreten. Sie stellte mit Hugo Graf von und zu Lerchenfeld auf Köfering und Schönberg, Eugen Ritter von Knilling und Heinrich Held dreimal den Ministerpräsidenten. Die BVP versuchte, die SPD in der bayerischen Politik auszugrenzen; ihr rechter Rand zeigte deutliche Sympathien mit antirepublikanischen Bestrebungen.
Auf Reichsebene bildeten BVP und Zentrum für die Wahl zur Deutschen Nationalversammlung 1919 ein Wahlbündnis und hatten bis 1920 auch eine Fraktionsgemeinschaft. Danach verschlechterte sich das Verhältnis zwischen den Schwesterparteien, was sich u. a. in jeweiligen „Konkurrenzkandidaturen“ bei den Wahlen äußerte. 1925 gehörte die BVP im Gegensatz zum Zentrum zum „Reichsblock“, der die Wahl Paul von Hindenburgs zum Reichspräsidenten unterstützte. Ab 1927 kam es wieder zu einer Annäherung. Die BVP beteiligte sich an verschiedenen Regierungen und stellte in den Kabinetten Cuno 1922, Marx I 1923, Luther I 1925, Luther II 1926, Marx III 1926, Marx IV 1927, Müller II 1928, Brüning I 1930 und Brüning II 1931 Minister. So amtierte Karl Stingl als Reichspostminister in mehreren Kabinetten. Des Weiteren war Erich Emminger Reichsjustizminister (1923–24) und Georg Schätzel (1927–32) Reichspostminister.
Bei den zwischen 1919 und 1932 in Bayern stattfindenden Landtagswahlen erreichte die BVP Ergebnisse zwischen 31,6 und 39,4 %. Auf Reichsebene, d. h. bei den Reichstagswahlen zwischen 1920 und 1932, erhielt die BVP zwischen 3,0 und 4,4 % der Wählerstimmen. Der ab 1930 einsetzende starke Aufschwung der NSDAP traf die BVP nicht in dem Maße wie andere bürgerliche Parteien (z. B. DNVP, DVP, DStP), da sie über eine ländlich-katholische Stammwählerschaft mit festen Milieustrukturen verfügte, die sich gegenüber der aufkommenden nationalsozialistischen Bewegung als überwiegend resistent erwies. Heinrich Himmler, der seit 1919 Mitglied war, trat im Jahr 1923 aus der BVP aus.
Nach der Machtergreifung der NSDAP durch das Ermächtigungsgesetz, zu dessen Zweidrittelmehrheit die BVP einstimmig beigetragen hatte, wurde am 10. April 1933 auch die bayerische Regierung gleichgeschaltet. Die jeglicher Aktionsmöglichkeiten beraubte BVP löste sich am 4. Juli 1933 auf.
Der uniformierte paramilitärische Verband der Bayerischen Volkspartei war die Bayernwacht.

## Nachfolgeparteien
Nach dem Zweiten Weltkrieg wurden die CSU und die Bayernpartei gegründet. Sie sind programmatisch teilweise als Nachfolgeorganisationen der BVP anzusehen. Die CSU ist aber keine ausschließliche Fortsetzung bzw. Nachfolgepartei der BVP, da sie ab 1945 den größten Teil des deutschnationalen Lagers in Bayern (Bayerische Mittelpartei, in der Weimarer Republik der bayerische Ableger der DNVP), Teile des Bayerischen Bauernbundes sowie Teile des städtischen liberalen Bürgertums absorbiert hat. Ähnliches galt für die Bayernpartei, deren Anhängerschaft teils aus dem BVP-Lager, teils aus dem Bauernbund gekommen ist.